# Lakkampatti
Lakkampatti es una ciudad y nagar Panchayat situada en el distrito de Erode en el estado de Tamil Nadu (India). Su población es de 11716 habitantes (2011). Se encuentra a 41 km de Erode y a 77 km de Coimbatore.

## Demografía
Según el censo de 2011 la población de Lakkampatti era de 11716 habitantes, de los cuales 5850 eran hombres y 5866 eran mujeres. Lakkampatti tiene una tasa media de alfabetización del 75,95%, inferior a la media estatal del 80,09%: la alfabetización masculina es del 83,49%, y la alfabetización femenina del 68,45%.